# In God We Trust, Inc.
In God We Trust, Inc. è un EP della band statunitense Dead Kennedys pubblicato nel 1981 su etichetta Alternative Tentacles.

## Tracce
- Tutti i brani sono opera di Jello Biafra tranne dove indicato diversamente.

1. Religious Vomit (6025) - 1:04
2. Moral Majority - 1:55
3. Hyperactive Child - 0:37
4. Kepone Factory - 1:18
5. Dog Bite (Klaus Flouride) - 1:13
6. Nazi Punks Fuck Off - 1:03
7. We've Got a Bigger Problem Now - 4:29
8. Rawhide (Ned Washington, Dimitri Tiomkin) - 2:11

## Formazione
- Jello Biafra - voce
- East Bay Ray - chitarra
- Klaus Flouride - basso
- D.H. Peligro - batteria